# Sonderfahndungliste GB
De Sonderfahndungliste GB, ook wel het zwarte boek genoemd, was een speciale zwarte lijst, opgesteld door SS-Brigadeführer Walter Schellenberg in 1940, met daarop 2.820 namen van Britse personen en Europese bannelingen, die naar het Verenigd Koninkrijk waren gevlucht. 
Op de lijst stonden onder meer Churchill en de overige leden van het oorlogskabinet. Daarnaast stonden er vooral bekende politici, toonaangevende journalisten en redacteurs, Duitse emigranten en politici in ballingschap. De personen die op de lijst stonden, moesten direct na het slagen van Operatie Seelöwe worden gearresteerd. 
De lijst omvatte tevens 171 namen van instellingen die van privébelang konden zijn voor de Duitsers. Er was nog een derde item op de lijst, namelijk de adressen van 389 gebouwen van vakbonden en van politieke en religieuze organisaties. 
Schellenberg stelde SS-Standartenführer Franz Six aan om deze actie uit te voeren. Hij moest zes Einsatzgruppen samenstellen om direct toe te slaan in de grote steden, waaronder Londen, Manchester, Liverpool en Edinburgh.